# Hancewicze (stacja kolejowa)
Hancewicze (biał. Ганцавічы, ros. Ганцевичи) – stacja kolejowa w miejscowości Hancewicze, w rejonie hancewickim, w obwodzie brzeskim, na Białorusi. Leży na linii Równe – Baranowicze – Wilno.
Stacja istniała w dwudziestoleciu międzywojennym. 19 marca 1934 na stacji odsłonięto tablicę hołdowniczą dla marsz. Józefa Piłsudskiego.